# Phellia dubia
Phellia dubia är en havsanemonart som först beskrevs av Oscar Henrik Carlgren 1928.  Phellia dubia ingår i släktet Phellia och familjen Sagartiidae. Inga underarter finns listade i Catalogue of Life.